# Horssen
Horssen est un village situé dans la commune néerlandaise de Druten, dans la province de Gueldre. Le 1er janvier 2008, le village comptait 1 654 habitants.
Le 1er janvier 1984, la commune de Horssen a été rattachée à Druten.

## Personnalités liées
- Daniel Bellemans (1641-1674), chanoine y est décédé